# Psammisia
Psammisia es un género   de plantas fanerógamas perteneciente a la familia Ericaceae.   Comprende 96 especies descritas y de estas, solo 39 aceptadas.  Se distribuye por Mesoamérica, Colombia, Venezuela, Guyana, Ecuador, Perú, Bolivia, Brasil y Trinidad y Tobago.  

## Descripción
Son arbustos terrestres o epifíticos. Hojas generalmente alternas, rara vez subopuestas a opuestas, pecioladas o rara vez subsésiles, coriáceas, plinervias o pinnatinervias , los márgenes enteros. Inflorescencias axilares o terminales, subfasciculadas o racemosas con pocas a muchas flores; bráctea floral 1, pequeña; pedicelos articulados con el cáliz; bractéolas 2, generalmente basales. Flores 5-meras, sin aroma, la estivación valvada; cáliz sinsépalo, el tubo terete, rara vez alado, el limbo erecto o patente; corola simpétala, subcilíndrica, alargada, urceolada o subglobosa, carnosa; estambres (8-)10(-12), iguales, 1/3 de la corola a casi tan largos como ella; filamentos distintos o connatos, iguales, los conectivos todos laterales y distalmente 2-espolonados o sin espolones (rara vez los espolones inconspicuos o ausentes), los espolones agudos y conspicuos o redondeados y no muy aparentes; anteras iguales, rígidas, el tejido de desintegración ausente, las tecas granulares, los túbulos distintos, 1/4 del largo de las tecas hasta como del largo de ellas, dehiscentes por hendiduras alargadas introrsas; polen sin hilos de viscina; ovario ínfero. Frutos en bayas, coriáceos.   

## Taxonomía
El género  fue descrito por Johann Friedrich Klotzsch y publicado en Linnaea 24: 16, 42–43. 1851. La especie tipo es: Psammisia falcata Klotzsch.

## Especies seleccionadas
- Psammisia aberrans
- Psammisia alpicola
- Psammisia amazonica
- Psammisia aestuans
- Psammisia aurantiaca
- Psammisia bicolor
- Psammisia breviflora
- Psammisia macrophylla (Kunth) Klotzsch - uva cimarrona[3]